# شعار نيبال
جرى تغيير شعار نيبال أثناء فترة التصالح التي تلت الحرب الأهلية النيبالية. وفي 30 ديسمبر 2006، قُدم شعار جديد. وهو يتضمن علم نيبال، وجبل إفرست، وسهول خضراء ترمز إلى الأقاليم السهلية ولون أصفر يرمز إلى إقليم تيراي الخصب، ويد ذكر وأنثى ترمز إلى المساواة بين الجنسين، وإكليل من ورود رودودندرون (الوردة الوطنية). وفوق ذلك سلويت على شكل نيبال. عدل الشعار في 13 يونيو 2020 ليشمل الخريطة التي تتضمن المطالبات النيبالية بإقليم كالاباني وممر ليبوليخ.

## الأعلام التاريخية

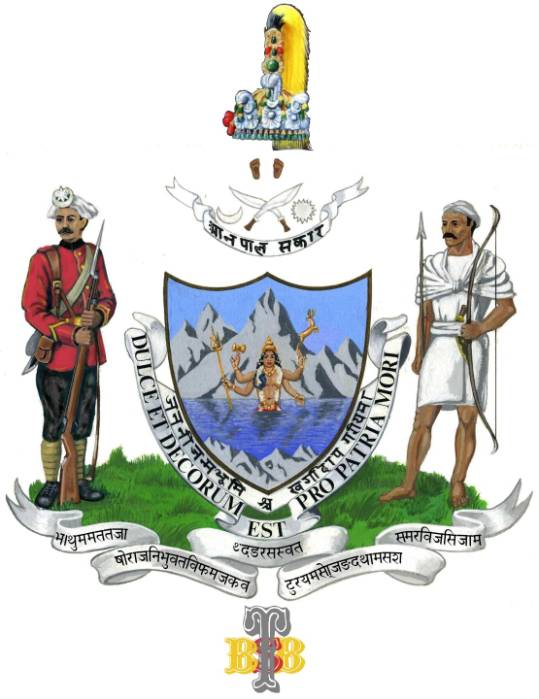
شعار مملكة نيبال (1935)
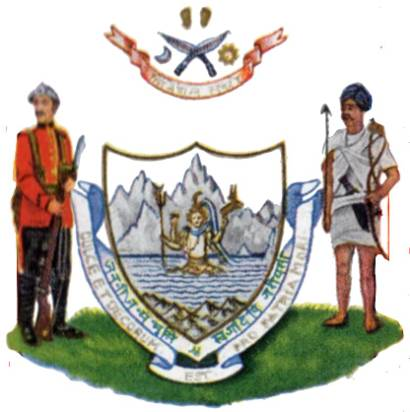
شعار مملكة نيبال (1935–1946)
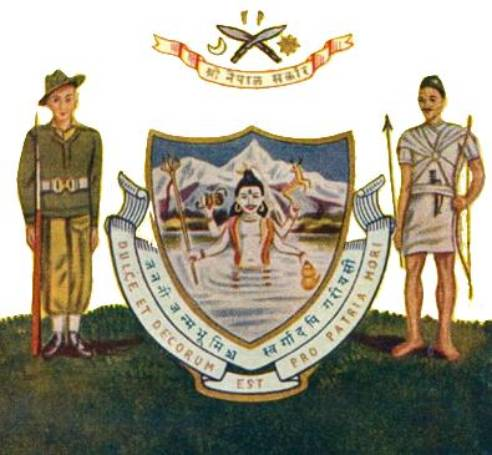
شعار مملكة نيبال (1946–1962)
شعار مملكة نيبال (1962–2008)
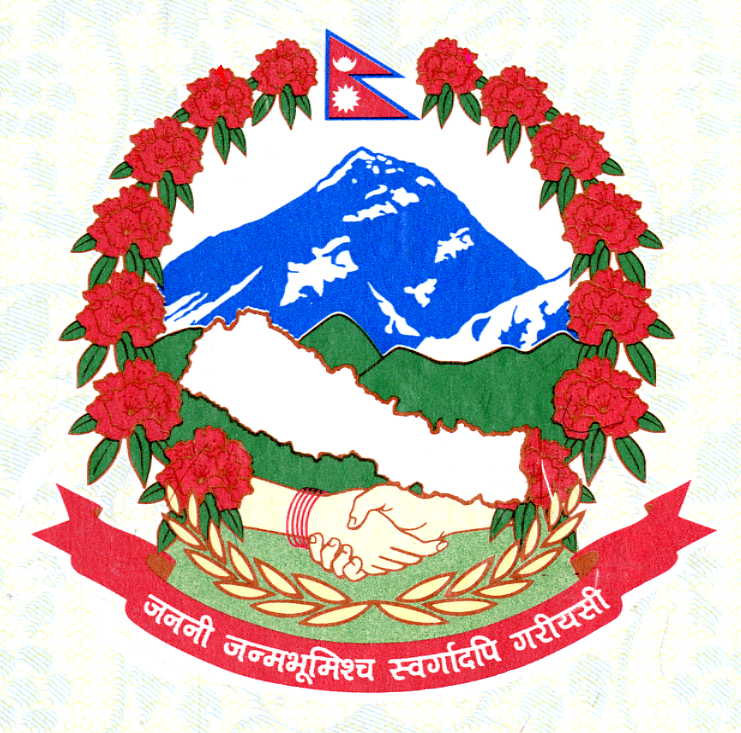
شعار نيبال (2008-2020)